# Karl Molitor
Karl Molitor   (Wengen, 29 de juny de 1920 - Grindelwald, 25 d'agost de 2014) fou un esquiador alpí suís que va competir durant les dècades de 1930 i 1940.
El 1948 va prendre part en els Jocs Olímpics d'Hivern de St. Moritz, on va disputar tres proves del programa d'esquí alpí. Guanyà la medalla de plata en la combinada i la de bronze en el descens, mentre en l'eslàlom fou vuitè.
En el seu palmarès també destaquen una medalla de bronze al Campionat del Món d'esquí alpí de 1939 i vuit campionats nacionals, tres en eslàlom (1942, 1946 i 1948), tres al combinada (1945, 1946 i 1948) i dos en descens (1939 i 1946). Al prestigiós Lauberhornrennen aconseguí un total d'onze victòries.
Poc després dels Jocs de 1948 es retirà i es casà amb la també esquiadora Antoinette Meyer. Plegats van portar una botiga d'esports fins al 1987. També va treballar com a entrenador d'esquí i guia de muntanya i va formar part del comitè de descens i eslàlom de la Federació Internacional d'Esquí.